# Mimoncopeltus
Mimoncopeltus is een geslacht van wantsen uit de familie van de Miridae (Blindwantsen). Het geslacht werd voor het eerst wetenschappelijk beschreven door George Willis Kirkaldy in 1906.

## Soorten
Het genus bevat de volgende soorten:

- Mimoncopeltus albidofasciatus (Reuter, 1910)
- Mimoncopeltus brevirostris Carvalho, 1953
- Mimoncopeltus cajamarcanus Carvalho & Carpintero, 1990
- Mimoncopeltus chaparensis Carvalho, 1987
- Mimoncopeltus dilutipennis (Reuter, 1910)
- Mimoncopeltus dissimilis (Reuter, 1910)
- Mimoncopeltus ecuadorensis Carvalho, 1953
- Mimoncopeltus itacoaiensis Carvalho, 1987
- Mimoncopeltus leonardoi Carvalho, 1987
- Mimoncopeltus lycoideus (Reuter, 1910)
- Mimoncopeltus maculatus (Reuter, 1910)
- Mimoncopeltus mimicus (Distant, 1893)
- Mimoncopeltus nigroapiculatus (Reuter, 1910)
- Mimoncopeltus nigrus Carvalho, 1989
- Mimoncopeltus scutellaris (Reuter, 1910)
- Mimoncopeltus signoreti (Distant, 1893)
- Mimoncopeltus simulans (Distant, 1883)
- Mimoncopeltus subdimidiatus (Reuter, 1910)
- Mimoncopeltus tijucanus Carvalho, 1987
- Mimoncopeltus variabilis Carvalho, 1953